# Топонимический словарь Мордовской АССР
Топонимический словарь Мордовской АССР — издание, которое описывает, систематизирует, научно объясняет происхождение географических названий Республики Мордовия. Предназначен для широкого круга читателей: людей разных профессий, для учащейся молодежи, преподавателей истории, географии и языка, творческой интеллигенции, историков и филологов, для всех, кто интересуется историей Мордовии. Выходил в 1979, 1987 гг.
Автор словаря — Инжеватов, Иван Корнилович, к 1979 году один из руководителей авторского коллектива трёхтомного капитального труда «История мордовской советской литературы»
Содержит около 1500 словарных статей.
В книге отражена национальная специфика языков народов, населявших Присурье и Примокшанье с древнейших времен, отражены представления, связанные с трудовой деятельностью, бытом и культурой многих поколений людей. Книга является одним из наиболее авторитетных и полных источников по топонимии Мордовии, на который ссылаются авторы различных публикаций.
Д. В. Цыганкин, продолжатель дела Инжеватова, в своем труде «Словарь географических названий Республики Мордовия» (1994) в предисловии отмечал:
«Большим достижением стал „Топонимический словарь Мордовской АССР“ (1979, 1987 гг.), где описывается около 1 470 ойконимов, встречающихся на территории республики. Словарь представляет собой попытку систематической характеристики топонимических объектов с точки зрения истории и этимологии. При работе над ним ученый опирался на различные письменные источники, архивные документы и материалы, в результате чего в нём отражаются в большей степени факты историко-краеведческого, чем лингвистического характера».